# Peter Hahn
Ne doit pas être confondu avec Pétrole Hahn.
Peter Hahn GmbH est une entreprise allemande de vente par correspondance de prêt-à-porter haut de gamme, majoritairement féminin.
Outre la vente par correspondance, Peter Hahn commercialise aussi des habits via une vingtaine de boutiques ouvertes en Allemagne et en Suisse.
La société est basée près de Stuttgart, Allemagne, et fait partie de l'entité allemande TreeStyle GmbH, elle-même contrôlée depuis 2015 par le fonds d'investissement britannique Equistone Partners Europe (ex-banque Barclays).
En février 2024, la société ferme son activité commerciale en France. Le 13 juin 2024, elle cesse toute activité commerciale en Belgique.

## Historique
Les époux Hahn créent, en 1960 à Bad Niedernau, dans le sud de l'Allemagne, la Société Peter Hahn qui distribue des produits diététiques.
En 1964, le siège de la société est déplacé à Winterbach en relation avec le lancement de vente par correspondance et de présentations de mode itinérantes de manteaux, vestes et couvertures en alpaga. L'introduction de l'alpaga sur le marché allemand permet à la jeune entreprise d'occuper une niche marketing et d'entamer un développement commercial très prometteur. Le premier magasin est ouvert en 1965 à Stuttgart afin de développer le placement des produits.
En 1969, la société décide de se développer à l'international et elle s'implante en Suisse, dont le marché est similaire à celui de l'Allemagne et où les ménages ont une capacité d'achat élevée. La filiale Peter Hahn s'implante à Frauenfeld (le siège sera transféré, par la suite, à Saint-Gall). La société décide aussi, en 1971, de se développer en élargissant sa gamme de produits à des vêtements en fibres naturelles, des meubles, des ustensiles de maison, des bijoux et d'outils de jardin. L'implantation se poursuit en Suisse avec l'ouverture d'une boutique à Berne puis l'année suivante à Zurich. De nouvelles boutiques sont ouvertes entre 1978 et 1980 ; le groupe emploie alors environ 400 personnes.
Cette rapide expansion et la crise économique de la fin des années 1970 entraîne le rachat du groupe familial, en 1980, par la société Horten. Le nouveau propriétaire recentre le groupe sur la vente de prêt-à-porter féminin haut de gamme en fibres naturelles.  Vingt-sept boutiques Peter Hahn sont ainsi créées en Allemagne pour faciliter la commercialisation des produits et éviter de trop dépendre de la VPC.
En 1987, le groupe de vente par correspondance Quelle devient l'actionnaire principal et la société Peter Hahn recentre son activité sur la vente par correspondance qui représente dès lors l'essentiel du chiffre d'affaires. En 1992, la société emploie 775 personnes, pour un chiffre d'affaires de 156 millions d'euros et d'importants travaux d'agrandissement ont lieu dans les locaux de la maison mère en Allemagne. Les années 1990 sont marquées par la relance du développement à l'international avec la création de filiales en France (1991), en Autriche (1994). Le groupe compte, en 1996, 888 salariés et son chiffre d'affaires est alors  de 218 millions d'euros.
En 1999, les sociétés Peter Hahn, Atelier Gabrielle Seillance et Madeleine regroupent leurs compétences au sein d'une seule holding contrôlée par Quelle Beteiligungs Textil GmbH & Co.KG. L'expansion se poursuit à l'étranger avec l'ouverture de filiales aux Pays-Bas (2000), en Belgique (2001), au Danemark et en Finlande (2002).
En septembre 2015, le fonds d'investissement britannique Equistone Partners Europe prend le contrôle de l'entité FreeStyle GmbH, qui regroupe les sociétés Peter Hahn GmbH et Madeleine.
La société est actuellement présente commercialement en Allemagne, en Suisse, en Autriche, au Royaume-Uni, en Belgique, aux Pays-Bas, au Danemark, en Suède et en Finlande.
Depuis février 2024, la société ferme son activité commerciale en France et devient impossible à contacter. Depuis le 13 juin 2024 toute l'activité commerciale en Belgique est arrêtée.